# CVA Risk Charge
CVA Risk Charge eller Credit Valuation Adjustment Risk Charge är det kapitalkrav som enligt Basel III ska läggas på derivataffärer, för att motverka risken för kreditförluster på grund av förändringar i CVA.
I Europa har CVA Risk Charge implementerats i CRD IV, men undantag ges där för icke-finansiella motparter såsom företag, pensionsfonder och stater. I USA har Federal Reserve genomfört kapitalkravet fullt ut för alla derivatmotparter, vilket vid årsslutet 2017 innebar att USA-baserade banker har i genomsnitt 7,7 gånger så högt CVA Risk Charge som sina europeiska likar; medianvärdet för amerikanska och europeiska G-SIB-banker var 2,1 miljarder USA-dollar respektive motsvarande 275 miljoner USA-dollar. Upprepade försök från EBA att ta bort undantaget har ännu inte fått något resultat. 

## Beräkningsmetoder
I nuläget finns två olika metoder för att beräkna kapitalkravet CVA Risk Charge. Den avancerade metoden (advanced approach) innebär att en bank internt kan utveckla en Value-at-Risk-modell, där en uppskattning görs av hur stora de CVA-relaterade förlusterna kan bli under en period av 10 dagar på 99 procents konfidensnivå. Denna beräkning görs dels baserad på den senaste tidens marknadsdata (t.ex. det senaste året) och dels baserad på en period där makrnaden var orolig (till exempel då Lehman Brothers gick i konkurs år 2008). De bägge resultaten summeras sedan för att få kapitalkravet enligt den avancerade metoden. Den enklare standardmetoden (standardised approach) innebär i stället att kapitalkravet baseras på en beräkning som tar hänsyn till motparternas externa kreditrating, samt effektivt utlöpsdatum (effective maturity) och exposure-at-default för de positioner som en bank har med respektive motpart. Det förväntas att kommande Basel-ramverk inte längre kommer att tillåta den avancerade metoden.